# Rourea discolor
Rourea discolor är en tvåhjärtbladig växtart som beskrevs av John Gilbert Baker. Rourea discolor ingår i släktet Rourea och familjen Connaraceae. Inga underarter finns listade i Catalogue of Life.